# العلاقات الوسط إفريقية الهندوراسية
العلاقات الوسط أفريقية الهندوراسية هي العلاقات الثنائية التي تجمع بين جمهورية أفريقيا الوسطى وهندوراس.

## مقارنة بين البلدين
هذه مقارنة عامة ومرجعية للدولتين:
| وجه المقارنة                                              | جمهورية أفريقيا الوسطى      | هندوراس          |
| --------------------------------------------------------- | --------------------------- | ---------------- |
| المساحة (كم2)                                             | 622.98 ألف                  | 112.49 ألف       |
| عدد السكان (نسمة)                                         | 4.66 مليون                  | 9.27 مليون       |
| الكثافة السكانية (ن./كم²)                                 | 7.48                        | 82.41            |
| العاصمة                                                   | بانغي                       | تيغوسيغالبا      |
| اللغة الرسمية                                             | لغة فرنسية، اللغة السانغوية | اللغة الإسبانية  |
| العملة                                                    | فرنك وسط أفريقي             | لمبيرة هندوراسية |
| الناتج المحلي الإجمالي (بليون دولار)                      | 1.95 مليار                  | 22.98 مليار      |
| الناتج المحلي الإجمالي (تعادل القوة الشرائية) بليون دولار | 3.03 مليار                  | 41.14 مليار      |
| الناتج المحلي الإجمالي الاسمي للفرد دولار أمريكي          | 323                         | 2.53 ألف         |
| الناتج المحلي الإجمالي للفرد دولار أمريكي                 | 594                         | 4.91 ألف         |
| مؤشر التنمية البشرية                                      | 0.350                       | 0.606            |
| رمز المكالمات الدولي                                      | +236                        | +504             |
| رمز الإنترنت                                              | .cf                         | .hn              |
| المنطقة الزمنية                                           | ت ع م+01:00                 | 00               |

## منظمات دولية مشتركة
يشترك البلدان في عضوية مجموعة من المنظمات الدولية، منها:
| علم المنظمة | اسم المنظمة                               | تاريخ انضمام جمهورية أفريقيا الوسطى | تاريخ انضمام هندوراس |
| ----------- | ----------------------------------------- | ----------------------------------- | -------------------- |
|             | مؤسسة التنمية الدولية                     | 27 أغسطس 1963                       | 23 ديسمبر 1960       |
|             | يونسكو                                    | 11 نوفمبر 1960                      | 16 ديسمبر 1947       |
|             | وكالة ضمان الاستثمار متعدد الأطراف        | 8 سبتمبر 2000                       | 30 يونيو 1992        |
|             | الأمم المتحدة                             | 20 سبتمبر 1960                      | 17 ديسمبر 1945       |
|             | الفريق المعني برصد الأرض                  | ?                                   | ?                    |
|             | الاتحاد البريدي العالمي                   | ?                                   | ?                    |
|             | البنك الدولي للإنشاء والتعمير             | 10 يوليو 1963                       | 27 ديسمبر 1945       |
|             | الاتحاد الدولي للاتصالات                  | 2 ديسمبر 1960                       | 27 أكتوبر 1925       |
|             | منظمة حظر الأسلحة الكيميائية              | ?                                   | ?                    |
|             | مؤسسة التمويل الدولية                     | 1 أبريل 1991                        | 20 يوليو 1956        |
|             | المركز الدولي لتسوية المنازعات الاستشارية | 14 أكتوبر 1966                      | 16 مارس 1989         |
|             | منظمة التجارة العالمية                    | ?                                   | ?                    |
|             | منظمة الشرطة الجنائية الدولية             | ?                                   | ?                    |

## وصلات خارجية
- موقع وزارة الخارجية الهندوراسية